# Danmarks fiskeriforening
Danmarks Fiskeriforening Producent Organisation er en brancheforening der organiserer størstedelen af de danske erhvervsfiskere 
Organisationen har medlemmer fra hele landet, og den dækker fiskeri af konsumfisk, industrifisk og skaldyr. 
Danmarks Fiskeriforening PO er vokset ud af en række fusioner, senest i 1995, hvor Dansk Fiskeriforening (stiftet 1887) og Danmarks Havfiskeriforening (stiftet 1934)  fusionerede. 
Formand for Danmarks Fiskeriforening er Svend-Erik Andersen.